# Jan Kožmín
Jan Kožmín (9. července 1845 Nechvalice – listopad 1924 Třebovle) byl rakouský a český rolník a politik, na přelomu 19. a 20. století poslanec Českého zemského sněmu.

## Biografie
Syn nechvalického sedláka Jana Kožmína a matky Kateřiny, rozené Benešové, se i přes nedostatečné vzdělání (malotřídka v Nechvalicích) vypracoval na politika. Byl rolníkem v rodných Nechvalicích. V roce 1871 se zde podílel na založení ochotnického divadelního spolku. Koncem 19. století se uvádí jako okresní starosta v Sedlčanech. Byl členem výboru zemědělské rady, členem okresní školní rady a kuratoria sedlčanské zimní hospodářské školy.
V 90. letech 19. století se zapojil i do zemské politiky. Ve volbách v roce 1895 byl zvolen v kurii venkovských obcí (volební obvod Sedlčany, Votice) do Českého zemského sněmu. Politicky patřil k mladočeské straně. Uspěl zde i ve volbách v roce 1901. Tentokrát ale volba probíhala ve třech kolech (konaných rychle po sobě během října 1901), protože v 1. ani ve 2. se nepodařilo docílit nikomu z kandidátů nadpoloviční většiny hlasů. Nejsilnější podporu měl Václav Klofáč, ale ve 3. kole ho Kožmín výrazně porazil poměrem hlasů 1346:1084. Volba byla potvrzena v červnu 1902. Kožmín se tehdy uváděl jako rolník a okresní starosta v Nechvalicích.